# Полтавець Віктор Васильович
Віктор Васильович Полтавець (11 січня 1925, Пологи — 5 листопада 2003, Київ) — український художник, заслужений діяч мистецтв УРСР, народний художник УРСР, член НСХУ.

## Біографія
Народився у місті Пологи. Рід Полтавців походить від Запорізьких козаків. За родинними переказами давній прапрадід художника був писарем війська Запорізького. Любов до мистецтва спалахнула у Полтавця в шкільному віці. Вчителем малювання в їх віддалену провінцію було вислано опального студента Ленінградської академії мистецтв Генріха Цехановського, що було звичайним явищем 30-х років. Генріх Іванович у багатьох зумів розкрити неабиякі творчі здібності. Багато хто з учнів мріяли стати художниками, але війна внесла свої трагічні корективи — лише два хлопці з класу повернулися живими, одним з них був Полтавець. Майбутній художник пройшов війну 17-літнім хлопцем, у 1942-1943 воював на Кубані, був сапером, демобілізований з армії через контузію і важкі поранення. Після одужання поїхав до Харкова.
У 1950 році закінчив Харківський державний художній інститут, де навчався у О. Кокеля та М. Дерегуса. Полтавець успішно закінчує інститут, його дипломна робота «Атаку відбито» одразу потрапляє в Національний Художній музей України, часто репродукується, стає відомою широкому загалу шанувальників мистецтва. Молодий художник викладає в Харківському художньому училищі, згодом працює в студії Грекова в Москві, успішно виставляється, як живописець на республіканських та всесоюзних виставках. Отримує запрошення в Київ у видавництво «Мистецтво». На початку 1960-х Віктор Васильович очолює художній відділ видавництва дитячої літератури «Веселка».
Донька — художниця, заслужений художник України Оксана Полтавець-Гуйда (нар. 1956).
Помер 5 листопада 2003 року. Похований в Києві на Байковому кладовищі (ділянка № 49а).

## Відзнаки
Народний художник УРСР (1984). Нагороджений орденами «Знак Пошани» (1982), Вітчизняної війни (2000), Грамотою Президії ВР УРСР (1964).

## Творчість

Могила Віктора Полтавця

Працював в галузі живопису, графіки. Працюючи у видавництві, художник розпочинає серйозну роботу над книжковою ілюстрацією. Створює ряд вагомих творів, оформлюючи книги українських та російських класиків. Він утверджується, як майстер книжкової графіки, у 1958 році отримує престижну міжнародну нагороду за ілюстрації до роману Серафімовича «Залізний потік».
Як зазначає Ігор Шаров, паралельно до графічної і редакторської діяльності, плідно працює в живописі, утверджуючи себе перш за все як майстра картини, а згодом і діорами. Він виставляється майже на всіх республіканських та всесоюзних виставках якісними вагомими роботами. Твори художника потрапляють в різні музеї України і за кордон. Чимало його робіт знаходяться в країнах Західної Європи, США, Канаді, Японії. Для картин художник вибирав вагомі, соціально значимі, здебільшого історичні теми, намагаючись залишитись максимально правдивим у висвітленні подій. Живопис творів широкий і переконливий, базується на натуральних штудіях.
Основні твори:
- «Атаку відбито» (1950);
- «Арсенальці» (1959);
- «Микола Джеря», «Кайдашева сім'я» І. Нечуя-Левицького (ілюстрації до книг, 1960);
- «Червоні козаки» (1963);
- «Гайдамаки» (1964);
- «Хвилина відпочинку» (1965);
- «Битва під Берестечком» (1967);
- «Олександр Пархоменко» (триптих, 1967);
- «Гінці» (1970);
- «Партизанський край» (1971);
- «Справи колгоспні» (1975);
- «Кінець війні» (1978);
- «Святослав» (1982);
- «Прорив» (1983);
- «Сурмач» (1984);
- «Орля» (1988);
- «Чернігівщина» (серії пейзажів, 1985—1990);
- «Весняні води» (1990);
- «Богдан Хмельницький та його соратники — Кривоніс та Богун» (2000).

Автор ілюстрацій до творів Т. Шевченка, Івана Ле, Г. Успенського, Д. Фурманова.